# Афрички дугоухи миш
Афрички дугоухи миш (лат. Malacothrix typica) је сисар из реда глодара и породице Nesomyidae.

## Распрострањење
Врста је присутна у Анголи, Боцвани, Јужноафричкој Републици и Намибији.

## Станиште
Афрички дугоухи миш има станиште на копну.

## Угроженост
Ова врста није угрожена, и наведена је као последња брига јер има широко распрострањење.

### Популациони тренд
Популација ове врсте је стабилна, судећи по доступним подацима.